# Anthonius Wilhelmus Schade van Westrum
Anthonius Wilhelmus Schade van Westrum (Amsterdam, 27 februari 1888 – Heerde, 9 augustus 1962) was een Nederlands politicus. 
Hij werd geboren als zoon van Wilhelmus Anthonius Schade van Westrum (1861-1927; handelsagent) en Wilhelmina Geertruida Raasing (1866-1888). Hij is afgestudeerd in de rechten en was in 1919 als advocaat actief in Groningen. Hij ging in 1920 als adjunct-commies werken bij de provinciale griffie van Gelderland en bracht het daar in 1940 tot referendaris. Rond 1943 was Schade van Westrum waarnemend burgemeester van Ermelo en eind 1946 volgde zijn benoeming tot burgemeester van Heerde. Hij ging in 1953 als burgemeester met pensioen en overleed in 1962 op 74-jarige leeftijd. 